# E penso a te (brano musicale)
E penso a te è un brano musicale composto nel giugno 1970 da Lucio Battisti su testi di Mogol. Inizialmente pubblicato nell'interpretazione di Bruno Lauzi, come lato B del singolo Mary oh Mary, con l'arrangiamento di Gian Piero Reverberi e ripubblicato, nel novembre dello stesso anno, nell'LP Bruno Lauzi. Negli anni successivi fu ripreso da numerosi altri artisti.

## Il brano
Il testo racconta del pensiero nostalgico verso una donna non presente, giocando sulla contrapposizione tra un appuntamento con un'altra donna finito senza esito e il pensiero di quel che lei potrebbe star facendo in quel momento. La musica e il testo cantato sottolineano la tristezza del protagonista in presenza della donna con cui cerca di dimenticare il passato (il piano iniziale) e l'esplosione del sentimento di nostalgia in assenza dell'amata (in crescendo). L'effetto emotivo è amplificato dalla ripetizione della frase e penso a te e dal coro finale, che si chiude con un diminuendo in cui tutti gli strumenti si ammutoliscono in dissolvenza, lasciando solo la voce.
Il testo della canzone nacque in 19 minuti durante un viaggio in automobile sull'autostrada Milano-Como in cui Mogol compose il testo pressoché improvvisando mentre Lucio Battisti stava accanto al guidatore e Mogol, dietro, canticchiava la linea melodica.
Come risulta da un documento pubblicato il 5 agosto 2009, il brano venne censurato in Argentina dal Processo di Riorganizzazione Nazionale con la circolare 24-COMFER del 25 luglio 1978, insieme a brani di artisti noti a livello internazionale come John Lennon, i Queen, Joan Baez, i Doors, i Pink Floyd, Donna Summer ed Eric Clapton.

## Interpretazioni e incisioni

### Bruno Lauzi
Pubblicato nel giugno 1970 come lato B del 45 giri Mary oh Mary venne poi inserito, nel dicembre dello stesso anno, come brano di chiusura nell'album Bruno Lauzi.
Musicisti
- Franz Di Cioccio – batteria
- Damiano Dattoli – basso
- Flavio Premoli – pianoforte, organo Hammond
- Andrea Sacchi e Mario Lavezzi – chitarre
- Gian Piero Reverberi – arrangiamento, direzione d'orchestra

### Mina
Nel novembre 1971, Mina  la cantò inserendola come brano d'apertura nell'album Mina.
Musicisti
- Pino Presti – arrangiamento, direzione d'orchestra, basso
- Gianni Cazzola – batteria
- Dario Baldan Bembo – organo Hammond
- Andrea Sacchi – chitarra elettrica e acustica
- Ernesto Massimo Verardi – chitarra elettrica
- Giancarlo Barigozzi: flauto
- Alberto Corvini, Oscar Valdambrini, Fermo Lini e Giuliano Bernicchi – trombe
- Sergio Almangano e Arturo Prestipino Giarritta – violini

### Raffaella Carrà
Nel dicembre dello stesso anno, Raffaella Carrà la cantò inserendola come brano di chiusura nell'album Raffaella Carrà.
Musicisti
- Paolo Ormi – arrangiamento, direzione d'orchestra
- I 4+4 di Nora Orlandi – coro

### Lucio Battisti
La versione cantata da Lucio Battisti fu, invece, pubblicata nel 1972 all'interno dell'album Umanamente uomo: il sogno e poi ripubblicata in numerose antologie tra cui, nel 2004, nella raccolta antologica Le avventure di Lucio Battisti e Mogol.
Musicisti
- Massimo Luca – chitarra acustica 6 e 12 corde, chitarra elettrica
- Eugenio Guarraia – chitarra elettrica
- Angelo Salvador – basso
- Tony Cicco – batteria, percussioni
- Lucio Battisti – chitarra acustica 6 e 12 corde, chitarra elettrica, pianoforte, wah wah
- Dario Baldan Bembo – organo Hammond, piano acustico ed elettrico
- Mario Lavezzi, Oscar Prudente, Tony Cicco, Babelle Douglas, Barbara Michelin, Sara Borsarini – coro, violini, viole, violoncelli, ocarina
- Gian Piero Reverberi – ascolto in regia, archi

### Altre
Sono state molte le interpretazioni effettuate da altri artisti: dopo l'incisione di Bruno Lauzi, è stata la volta di Johnny Dorelli che lo ospita come lato B dei 45 giri contenenti Love Story e Mamy Blue, avvalendosi dell'orchestra di Gian Piero Reverberi, e sarà utilizzato come sigla della 22ª edizione della trasmissione radiofonica Gran Varietà. Nel 1972 Giovanna lo presenta a Canzonissima, senza però inciderla.
Il brano è stato poi riproposto da numerosi altri artisti tra i quali Ornella Vanoni (1986 - Ornella &...), Mietta (2003 - Abbracciati e vivi/Sentirti/E penso a te), Raf (2005 - Tutto Raf), Antonino Spadaccino (2006 - Antonino), Fiorella Mannoia (2009 - Ho imparato a sognare) ed Enrico Ruggeri.
Il 21 giugno 2009, il brano è riproposto da Fiorella Mannoia e da Laura Pausini in occasione del concerto benefico Amiche per l'Abruzzo. L'anno dopo, il brano è inserito nel DVD omonimo.
Nel 1991 Enrico Rava ne propone una versione strumentale nell'album tributo Ci ritorni in mente. Anche nel 1991 il cantautore greco Lavrentis Macheritsas pubblica una versione scritta da Afroditi Manou, col titolo Ti na po (Cosa direi), nel suo disco Didimoteicho Blues
Mina e Iva Zanicchi ne hanno inciso due versioni differenti in spagnolo, Jean-François Michel in francese, Ajda Pekkan in turco, Svetlana Tchernykh in russo Мысли о тебе (album Черных поёт Баттисти), ancora Johnny Dorelli e Tanita Tikaram in inglese.
Nel 2012 Letizia Gambi ha inciso And I Think of You/E penso a te, una versione in inglese e italiano inserita nell'album Introducing Letizia Gambi con Patrice Rushen al piano e Lenny White alla batteria.
Nel 2014 Federico Fiumani ha inserito il brano nel suo album di cover Un ricordo che vale dieci lire.
Sempre nello stesso anno, Chiara Civello con Ana Carolina ha inserito il brano nel suo album di cover Canzoni (Okeh Records, 88843063812).
Nel 2021 Mario Migliucci e Chiara Raggi hanno inserito il brano, interpretato da Chiara, nello spettacolo Orizzonte Azzurro, di Migliucci e Raggi, presentato in lingua italiana al Centro di Cultura Polacca in Roma e successivamente in esperanto ad Assisi il 22 agosto dello stesso anno.

## Tracce

### Bruno Lauzi
1970
Singolo 7" (Numero Uno, ZN 50025)

Lato A 
1. Mary oh Mary – 4:07 (testo: Valerio Negrini[14] – musica: Roby Facchinetti[14])

Lato B
1. E penso a te – 4:00 (testo: Mogol – musica: Lucio Battisti; edizioni musicali Acqua Azzurra)

### Johnny Dorelli
1971
Singolo 7" (CGD, CGD 111)

Lato A 
1. Love Story (Where Do I Begin?) – 3:11 (testo italiano: Sergio Bardotti – testo originale: Carl Sigman – musica:Francis Lai; edizioni musicali Chappell)

Lato B
1. E penso a te – 2:49 (testo: Mogol – musica: Lucio Battisti; edizioni musicali Acqua Azzurra)

Singolo 7" (CGD, CGD 137)

Lato A
1. Mamy Blue – 3:51 (testo italiano: Herbert Pagani – testo originale e musica: Hubert Giraud; edizioni musicali Carré D'As)

Lato B
1. E penso a te – 2:49 (testo: Mogol – musica: Lucio Battisti; edizioni musicali Acqua Azzurra)

### Tanita Tikaram
1996  Germania
CD EP promozionale (EastWest, PRCD 147)

Testi di Tanita Tikaram, musiche di Lucio Battisti eccetto dove indicato; edizioni musicali Acqua azzurra eccetto dove indicato.
1. And I Think of You (versione radiofonica) – 3:22
2. Twist in My Sobriety (Radio Tikaramp) – 4:23 (musica: Tanita Tikaram; edizioni musicali Warner Chappell Music/Brogue Music)
3. And I Think of You (versione dell'album) – 4:18

Durata totale: 12:03
1996 -  Italia
CD singolo promozionale (Polydor, 5002 526)
1. I Think of You (E penso a te) – 4:18 (testo inglese: Tanita Tikaram – testo originale: Mogol – musica: Lucio Battisti; edizioni musicali Acqua Azzurra)

### Mietta
2003
CD EP (WEA, 5050466412423)

Testi di Armando Mango, musiche di Pino Mango; eccetto dove indicato.
1. Abbracciati e vivi – 3:51 (edizioni musicali La Rosa dell'Inverno)
2. Sentirti – 4:07 (edizioni musicali BMG Ricordi)
3. E penso a te – 4:51 (testo: Mogol – musica: Lucio Battisti; edizioni musicali Acqua Azzurra)

Durata totale: 12:49